# Alloclita haifensis
Alloclita haifensis ist ein Schmetterling (Nachtfalter) aus der Familie der Prachtfalter (Cosmopterigidae).

## Merkmale
Die Falter erreichen eine Flügelspannweite von 13 bis 15 Millimeter. Der Kopf schimmert gelblich weiß, hinten ist er mehr ockerfarben weiß und an den Seiten dunkelbraun. Die Fühler sind gelblich weiß und sehr undeutlich fahl ockerfarben geringelt. Der Thorax ist gelblich weiß, vorn ockerfarben und posterolateral mit zwei schwarzbraunen Punkten versehen. Die Tegulae sind gelblich weiß und vorn dunkelbraun gefleckt. Die Vorderflügel sind gelblich weiß und mit ockerfarbenen und fahlbraunen Schuppen durchmischt. Das erste Viertel ist dunkelbraun und zur Flügelbasis hin fahler. Der äußere Rand ist unterhalb der Analfalte in Richtung Apex verlängert. In der Flügelmitte befindet sich eine breite, unregelmäßige, dunkle graubraune Binde, die beidseitig eingeschnürt ist. Das apikale Drittel der Vorderflügel ist dunkel graubraun, diese Färbung reicht innen bis zur Costalader und zum Flügelinnenrand und ist zur mittleren Binde verlängert. Die Fransenschuppen sind fahlgrau und mit dunkelgrauen Schuppen durchmischt. Die Hinterflügel sind fahl bräunlich grau und grob beschuppt. Die Fransenschuppen sind fahlgrau und an der Basis fahl ockerfarben. Das Abdomen ist bräunlich.
Die Genitalarmatur der Männchen ähnelt Alloclita recisella, unterscheidet sich aber durch das längere linke Brachium, die stärker gekrümmten Valvellae und den rechtwinklig gebogenen Aedeagus.
Die Genitalarmatur der Weibchen ist bisher unbekannt.

## Verbreitung
Alloclita haifensis ist im Nahen Osten beheimatet (Israel, Palästina).

## Biologie
Die Biologie der Art ist nicht bekannt. Die Falter wurden im Mai in Dünengebieten gesammelt.

## Systematik
Aus der Literatur ist das folgende Synonym bekannt:
- Mompha litorella Amsel, 1935